# Brøðrasamkoman
Brøðrasamkoman (Brødremenigheden) er det næststørste trossamfund på Færøerne efter Fólkakirkjan. Det bliver anslået, at omkring 10% af øernes befolkning tilhører Brøðrasamkoman, men eftersom menigheden ikke registrerer medlemmer, findes der ikke noget nøjagtigt tal.

## Historie
Brøðrasamkoman har rødder i den internationale kristne vækkelsesbevægelse Plymouthbrødrene, der opstod på De Britiske Øer i begyndelsen af 1800-tallet. Til Færøerne spredte vækkelsen sig via den skotske evangelist William G. Sloan, som var aktiv på Shetland, Orkneyøerne og Færøerne fra omkring 1865. 
I 1879 bosatte Sloan sig på Færøerne og lod opføre et forsamlingshus, hvor han afholdt regelmæssige vækkelsesmøder. I løbet af 1880 lod de første af hans tilhængere sig døbe, og 12. november 1880, da menigheden for første gang fejrede nadver regnes som brødremenighedens fødselsdag. 
Den nye menighed mødte stærk modstand, blandt andet holdt Fólkakirkjans sognepræst i Tórshavn en serie foredrag, hvor han advarede mod Sloans virksomhed, ligeså var der en række læserbreve i aviserne fra præster og andre lutheranere. Menigheden voksede aligevel langsomt men sikkert, og blev efterhånden spredt på alle øerne. I dag findes der over 30 menigheder med egne forsamlingshuse rundt om på Færøerne.

## Trosgrundlag og organisation
Brøðrasamkoman har ikke nogen egne bekendelsesskrifter, men holder Bibelen som den eneste autoritet. Menighedens lære regnes alligevel for at være i tråd med den apostoliske trosbekendelse. Eftersom de praktiserer voksendåb med fuld neddykning i tråd med det baptistiske dåbssyn bliver de i folkemunde på Færøerne ofte kaldt «baptister» selv om de ikke har nogen direkte forbindelse til baptismen.
Menigheden er principielt i mod enhver central organisation og medlemsregistre. De har derfor ikke søgt om status som registreret trossamfund, og har følgelig ikke vielsesret. Det er en lægmandsbevægelse uden pastorer eller andre ansatte, og de forskellige lokale menigheder er selvstændige.

## Brødremenighedens forsamlingshuse
Alle Brødremenighedens forsamlingshuse i Færøerne, bortset fra fire, er opkaldt efter bibelske stednavne. Tre har ikke noget navn, men kaldes "Samkoman í Marknagili" (Menigheden i Marknagil), Salurin á Kikju og Salurin í Kunoy (Mødesalen i Kirkja og i Kunoy). Forsamlingshuset i Hvalba kaldes Samkoman í Vitninum eller Vitnið.

### Streymoy
- Ebenezer, i Tórshavn[3]
- Samkoman i Marknagil, Tórshavn
- Lívdin, i Hoyvík[4]
- Hebron, i Argir[5]
- Nazaret, i Kaldbak[6]
- Zion, i Kollafjørður
- Gideon, i Vestmanna

### Eysturoy
- Siloa, i Fuglafjørður[7]
- Hebron, i Leirvík[8]
- Filadelfia, i Gøtu[9]
- Mizpa, i Eiði
- Bet-Kar, i Ljósáir
- Elim, i Søldarfjørður
- Berøa, i Runavík
- Nebo, i Toftir
- Nerija, i Skála

### Norðoyggjar
- Betesda, i Klaksvík[10]
- Salurin, i Kirkja (Fugloy)
- Smyrna, i Svínoy
- Saron, i Viðareiði
- Hermon, i Norðdepil
- Salurin, i Kunoy
- Malta, i Mikladalur

### Vágar
- Kedron, i Sørvágur

### Sandoy
- Zion, i Sandur

### Suðuroy
- Vitnið, i Hvalba
- Salem, i Tvøroyri
- Betania, i Porkeri
- Bethel, i Vágur
- Betania, i Sumba